# Dworzec Železná Ruda-Alžbětín – Bayerisch Eisenstein
Železná Ruda-Alžbětín – Bayerisch Eisenstein – stacja kolejowa i dworzec kolejowy w miejscowości Železná Ruda w Czechach na granicy z Niemcami.

## Budynek
Budynek dworca jest symetryczny – dwa dwupiętrowe budynki na skrzydłach są połączone parterową częścią, która dokładnie w swym środku jest rozdzielona granicą czesko-niemiecką. Dworzec znajduje się pod adresami Debrník 30, Železná Ruda i Bahnhofstraße 54, Bayerisch Eisenstein.

## Historia
Dworzec otwarto 20 września 1877 w obecności austriackiego cesarza. Linia kolejowa miała łączyć Pragę i Monachium, jednak ze względu na strome podjazdy i wąskie łuki nie spełniła pokładanych w niej nadziei. Po utworzeniu Czechosłowacji wspólny dworzec czesko-niemiecki był używany. W 1938 dworzec przestała przecinać granica, tereny te włączono bowiem do III Rzeszy.
W czerwcu 1945 roku otwarto na nowo linię kolejową, ale po roku 1948 cały obszar bezpośrednio przy granicy zamknięto. Teren dworca po czeskiej stronie był niedostępny, jednak po torach odbywał się ruch towarowy. Po kilku latach na życzenie Amerykanów przerwano także tory biegnące do Niemiec, stawiając na nich drewniany płot. Po niemieckiej stronie dworzec był używany. 3 września 1953 po czeskiej stronie zbudowano zabezpieczenia. Przez peron i halę wejściową przebiegał mur, przez tory przeciągnięto drut kolczasty. Po podpisaniu oficjalnej umowy w kwietniu 1990 roku wyremontowano tory i budynek dworca. 2 lipca 1991, po uroczystym otwarciu dworca w obecności premiera rządu Czechosłowacji Petra Pitharta i kanclerza Niemiec Helmuta Kohla po czeskiej stronie wznowiono ruch osobowy. Od 2000 na terenie dworca działa centrum informacyjne parku natury i parku narodowego, muzeum i kawiarnia na 80 miejsc. W 2011 odremontowano bawarską część dworca.

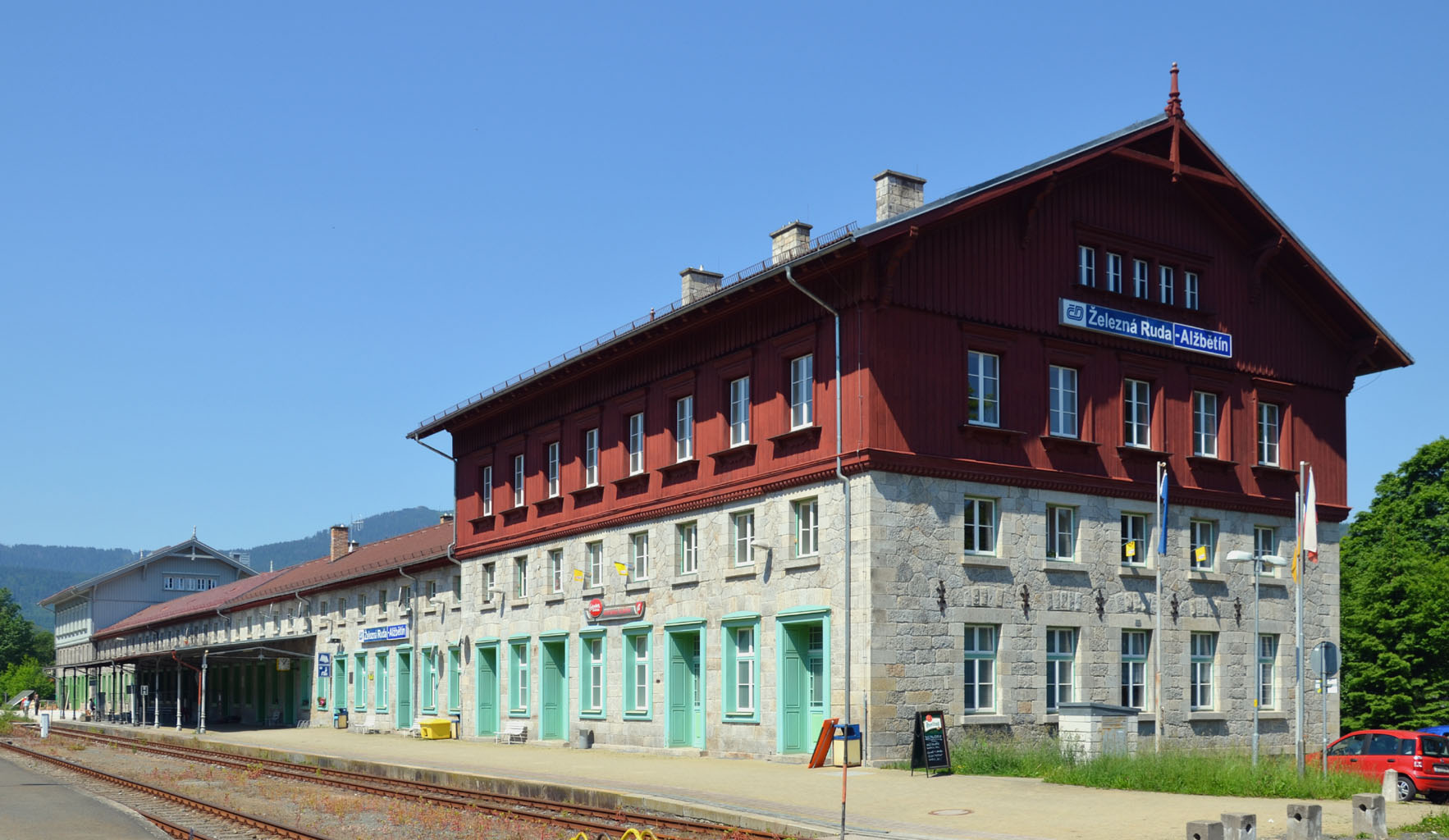
Dworzec w czerwcu 2012
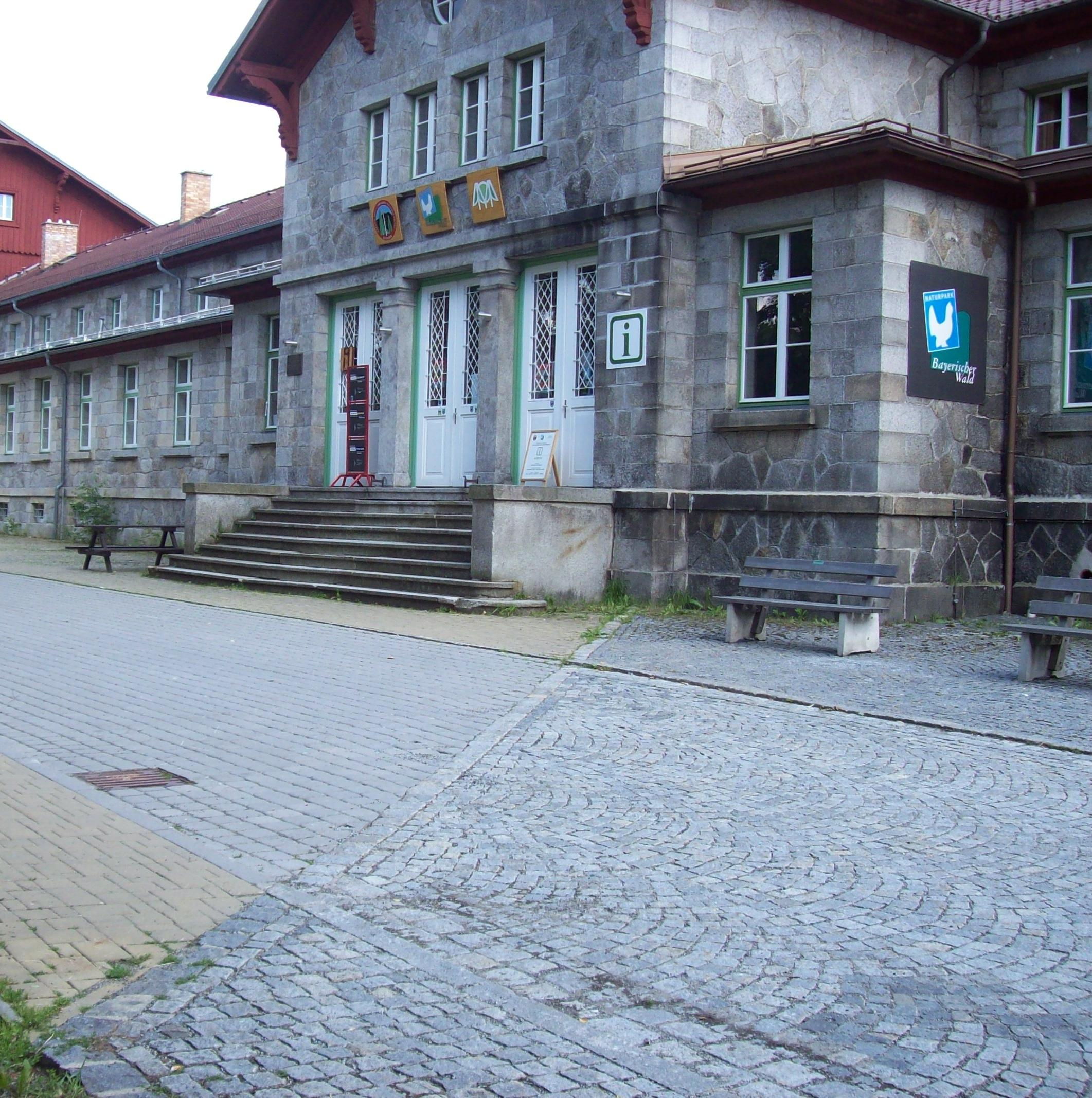
Granica przebiegająca przez ulicę i budynek dworca
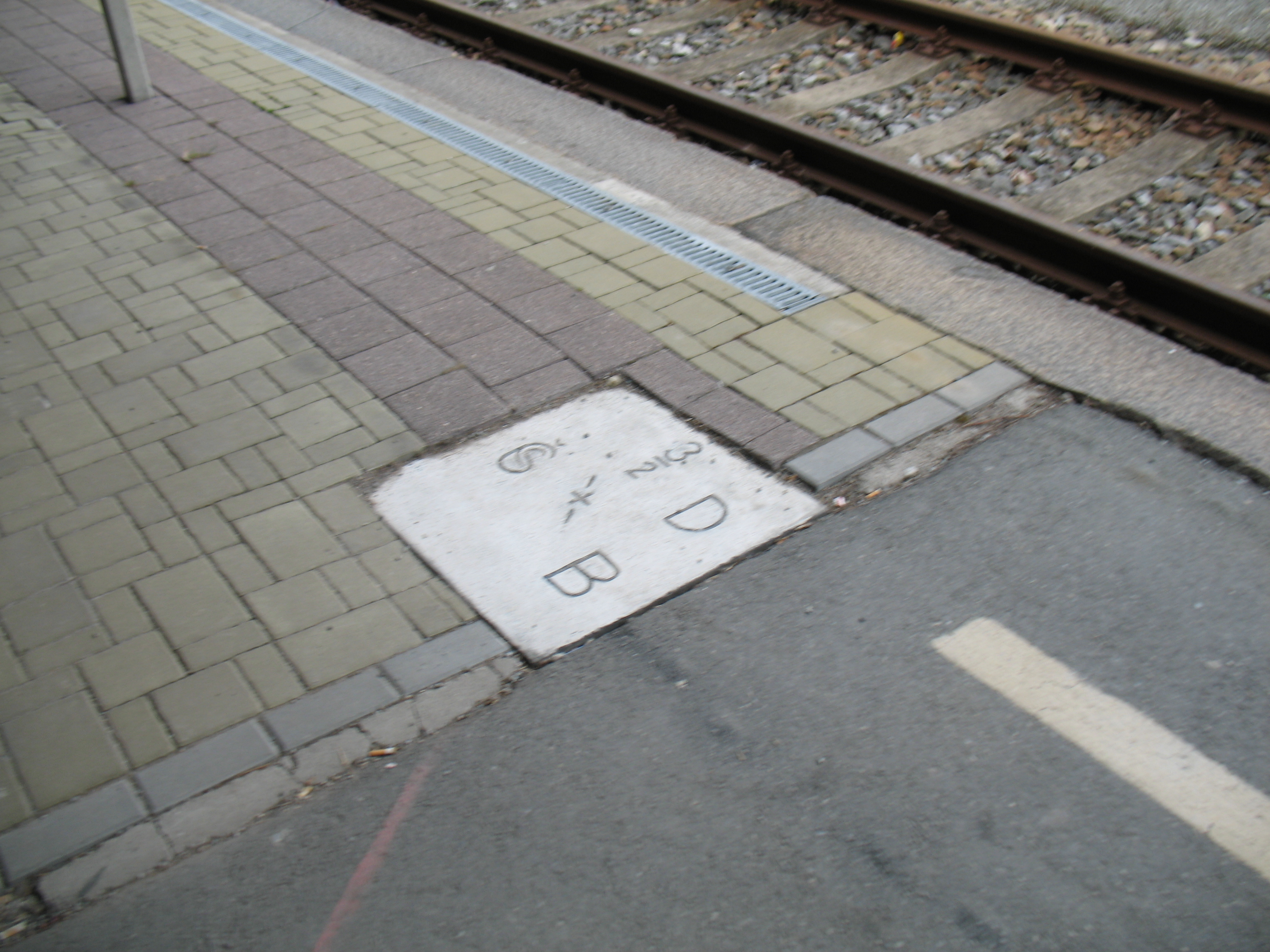
Granica przebiegająca przez peron
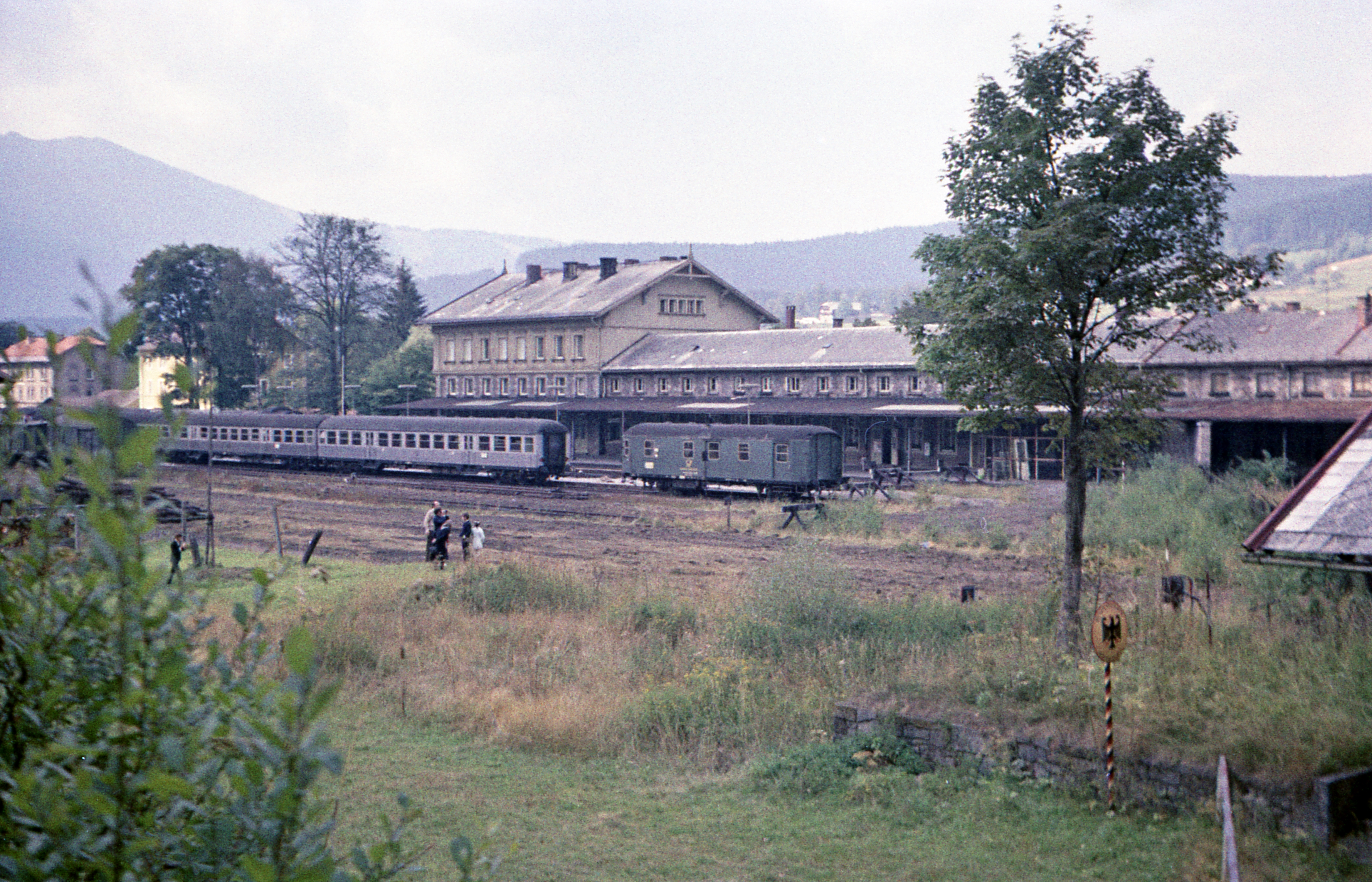
Widok z roku 1971